# Sharps Corner
Sharps Corner is een gehucht in de Amerikaanse staat South Dakota. Het ligt in Oglala Lakota County en het Pine Ridge Indian Reservation. Sharps Corner bevindt zich op het kruispunt van de lokale wegen BIA 27 en BIA 2. Het gehucht dankt zijn naam aan de levensmiddelenwinkel van Grover Sharp uit de jaren 1940. Naast de winkel en een kerkje bestaat Sharps Corner uit één woonstraat en verspreide ranches langs de toegangswegen. Sinds 2016 wordt gebouwd aan een nieuwe duurzame wijk genaamd Thunder Valley in het noorden van Sharps Corner.
Het bevindt zich op een kwartier rijden van zowel Porcupine, Kyle als Manderson-White Horse Creek en op zo'n 10 minuten van Rockyford en het Badlands National Park.

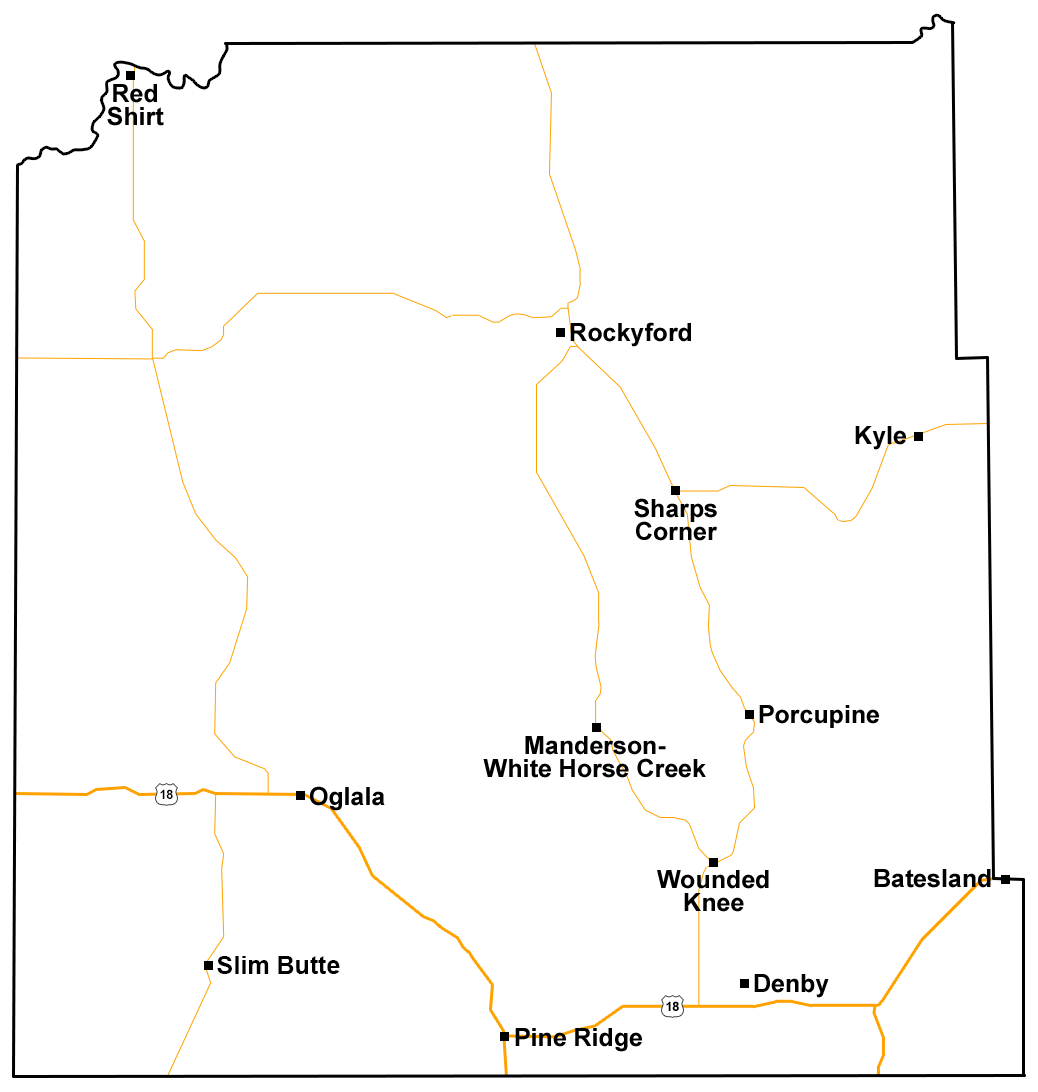
Sharps Corner ligt op een kruispunt van lokale wegen in Oglala Lakota County.